# Старкель, Лешек
Лешек Мариан Старкель (пол. Leszek Marian Starkel, 8 сентября 1931, Вежбник — 6 ноября 2021, Краков) — польский географ и геолог, профессор естественных наук, действительный член Польской Академии Наук и действующий член Польской Академии Знаний.

## Биография
Выпускник Ягеллонского университета. С 1953 года работал в Институте географии и организации территории Польской академии наук. Там в 1959 году защитил докторскую степень, а в 1964 году хабилитировал её. В 1971 году назначен экстраординарным профессором, а в 1979 ординарным профессором. В 1968—2001 годах руководил Отделом геоморфологии и гидрологии гор и возвышенностей в Кракове.
Был членом Польской Академии Наук, с 1983 года членом-корреспондентом, а с 1997 — действительным членом. Также был отечественным действующим членом Польской Академии Знаний (с 1990). Член Центральной комиссии по делам научных степеней и титулов. В ПАН занимал ряд должностей, был вице-председателем отдела ПАН в Кракове, а также вице-председателем и председателем Комитета исследований четвертичного периода ПАН. Член Польского геологического общества, Польского географического общества, Польского геоморфологического общества, а также Международного союза по изучению четвертичного периода.
Специализировался в областях геоморфологии, палеогидрологии и палеогеографии четвертичного периода.
Награждён Кавалерским (1991) и Офицерским (2003) крестами ордена Возрождения Польши. В 2005 году получил от Польской Академии знаний Научную награду им. Николая Коперника в области физической географии.
В 2004 году получил, как второй после Павла Эдмунда Стшелецкого поляк, Медаль основателей — высшую награду британского Королевского географического общества.
Умер 6 ноября 2021 года в Кракове.